# Véronique Boudon-Millot
Véronique Boudon-Millot ou Véronique Boudon est une philologue et historienne de la médecine française.

## Biographie
Directrice de recherche au CNRS et helléniste, elle est spécialiste du corpus médical antique, dont elle publie plusieurs œuvres aux Belles Lettres. Dans ses recherches, elle traite des différences entre les conceptions grecques antiques et les conceptions occidentales modernes sur la médecine,. La chercheuse s'intéresse aussi à la figure d'Hippocrate mais est particulièrement connue pour ses ouvrages sur Galien, dont certains, comme Galien de Pergame. Un médecin grec à Rome, sont considérés comme des ouvrages « monumentaux » dans l'étude du médecin grec.
En 2001, elle reçoit le prix Bordin de l'Institut de France pour avoir établi puis traduit le texte de l'Exhortation à l’étude de la médecine de Galien,. Elle dirige le laboratoire sur la médecine grecque au sein de l'UMR Orient Méditerranée,. En 2005, avec Jacques Jouanna et un de ses élèves, Antoine Pietrobelli, qui est alors en thèse et qui vient de découvrir un manuscrit inédit de Galien dans un monastère orthodoxe de Thessalonique, elle se rend sur place pour établir le texte et collabore avec lui pour publier les textes,,.
Véronique Boudon-Millot s'implique aussi dans la gestion et la redécouverte de certains documents de la bibliothèque d'Ajaccio concernant son sujet d'études,,.

## Publications

### Monographies
- Marc Aurèle, PUF, 2020[14]

### Articles
- «Galien ressuscité : édition princeps du texte grec du De propriis placitis », Revue des études grecques, vol. 118, no 1,‎ 2005 (avec Antoine Pietrobelli)[10]
- D’Hippocrate à Avicenne : aux origines de l’écologie de la santé (2018)[15]

## Décorations
- Prix Bordin (France)